# Sophie-Clémence de Lacazette
Sophie-Clémence de Lacazette, född 1774, död 1854, var en fransk konstnär. 
Hon är främst känd för sina miniatyrer. 
Hon är representerad på Nationalmuseum i Stockholm. 